# Nyírparasznya
Nyírparasznya là một thị trấn thuộc hạt Szabolcs-Szatmár-Bereg, Hungary. Thị trấn này có diện tích 14,76 km², dân số năm 2010 là 972 người, mật độ 66 người/km².